# Enderleinellus suturalis
Enderleinellus suturalis är en insektsart som först beskrevs av Henry Fairfield Osborn 1891.  Enderleinellus suturalis ingår i släktet Enderleinellus och familjen ekorrlöss. Inga underarter finns listade i Catalogue of Life.